# Kumluca (district)
Kumluca is een Turks district in de provincie Antalya en telt 65.904 inwoners (2007). Het district heeft een oppervlakte van 1227,8 km². Hoofdplaats is Kumluca.
De bevolkingsontwikkeling van het district is weergegeven in onderstaande tabel.
| 1997   | 2000   | 2007   |
| ------ | ------ | ------ |
| 55.826 | 61.370 | 65.904 |